# 三条公睦
三条 公睦（さんじょう きんむつ、文政11年5月7日〈1828年6月18日〉 - 嘉永7年2月11日〈1854年3月9日〉）は、江戸時代後期の公卿。内大臣・三条実万の子。官位は従二位・権中納言。三条家30代当主。仁孝天皇（120代）・孝明天皇（121代）の二朝に亘って仕えた。

## 経歴
文政12年（1829年）に叙爵してから、清華家三条家の出身として速いスピードで昇進し、天保12年（1841年）には従三位となり、公卿に列する。嘉永5年（1852年）には従二位権中納言となったが、その2年後には薨去した。享年27。三条家は弟・実美が相続した。
なお、三条家を相続した実美は当初、兄・公睦の子の公恭を継嗣としていたが、公恭の素行が悪かったため、これを廃嫡して実子の公美に三条家を相続させることにした。

## 系譜
- 父：三条実万
- 母：紀子 - 眉寿姫、山内豊策の娘
- 妻：恒姫 - 友姫、山内豊資の養女、山内豊著の娘、山内容堂の妹
- 生母不明の子女
  - 次男：東三条公恭